# Спасо-Преображенский собор (Люблин)

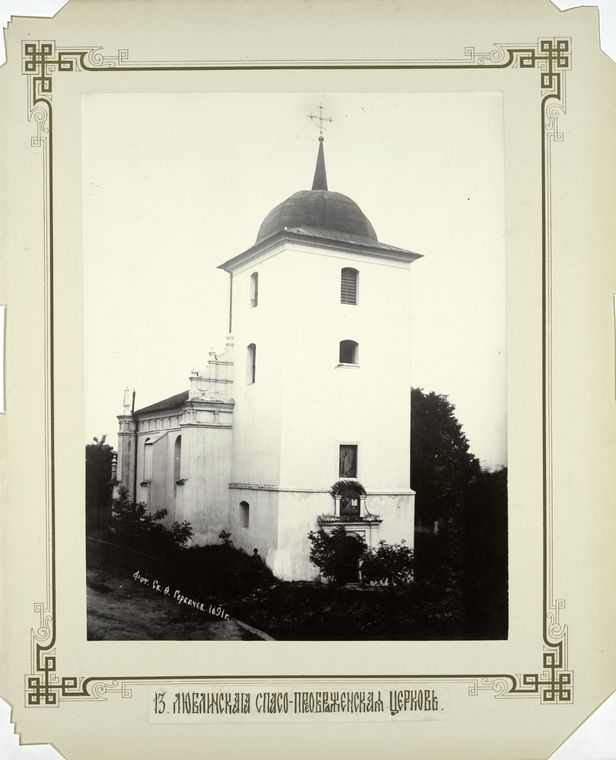
Вид на храм в 1891 году

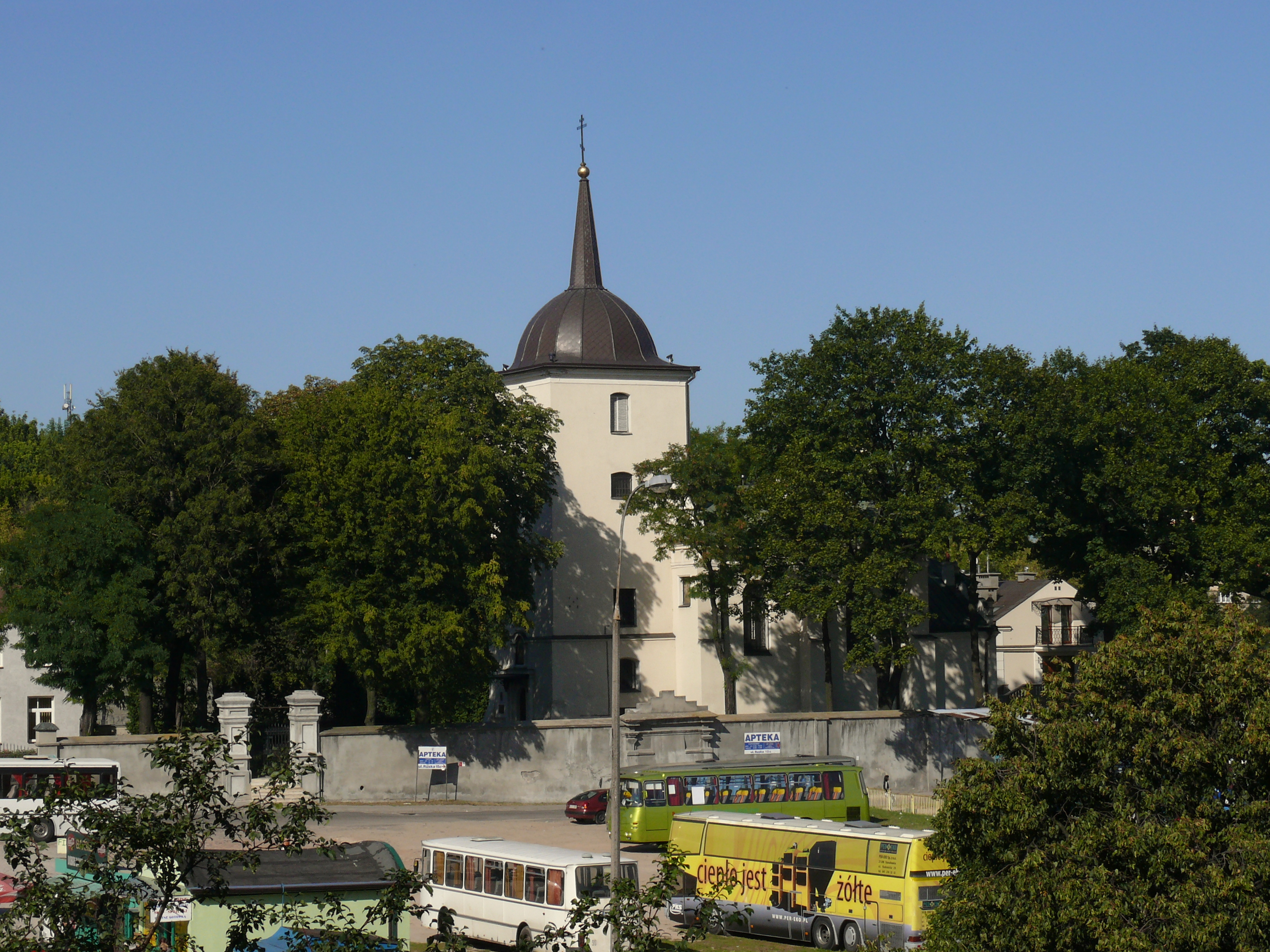
Общий вид на собор

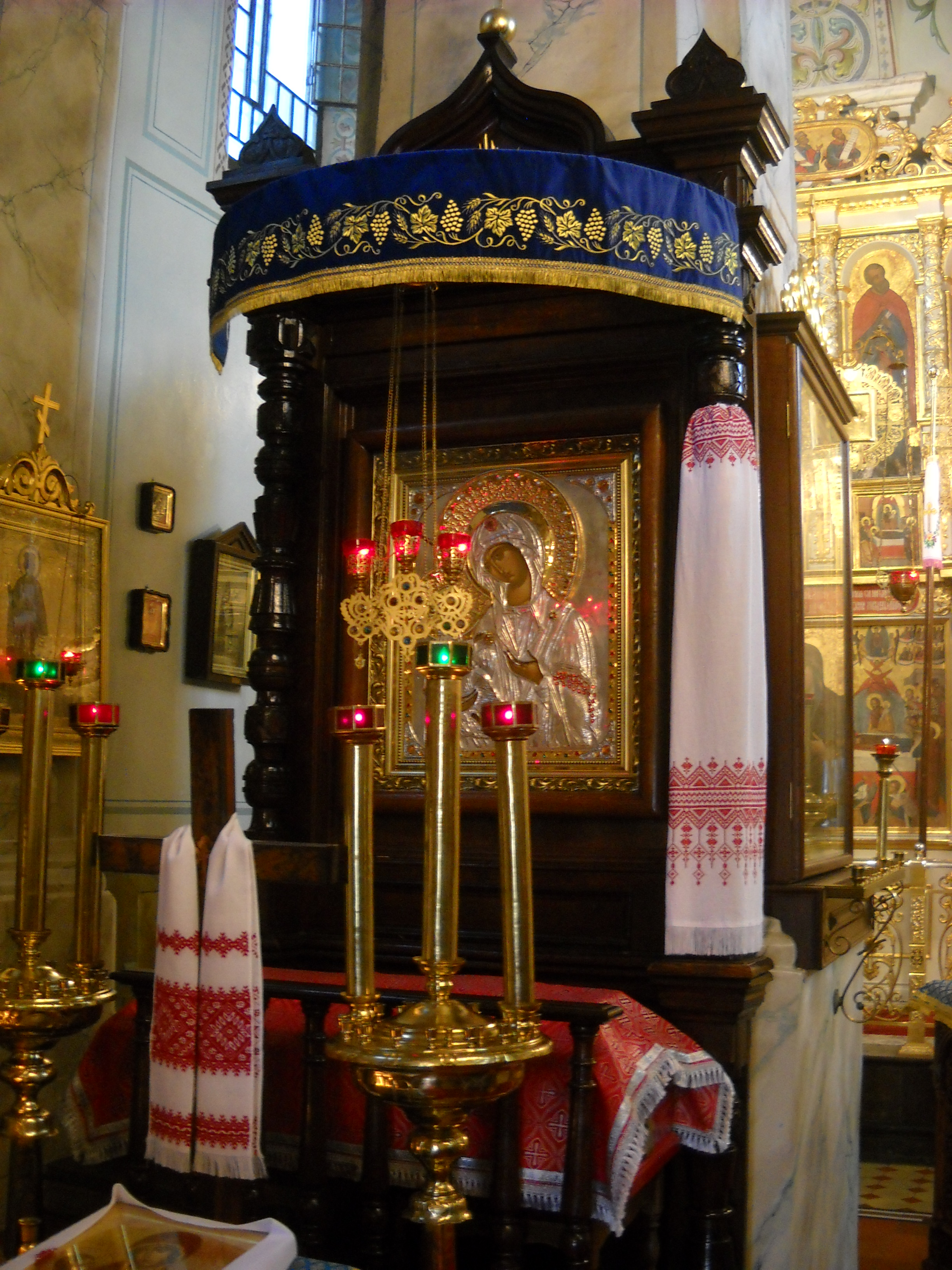
Список Иерусалимской иконы Божьей Матери в соборе

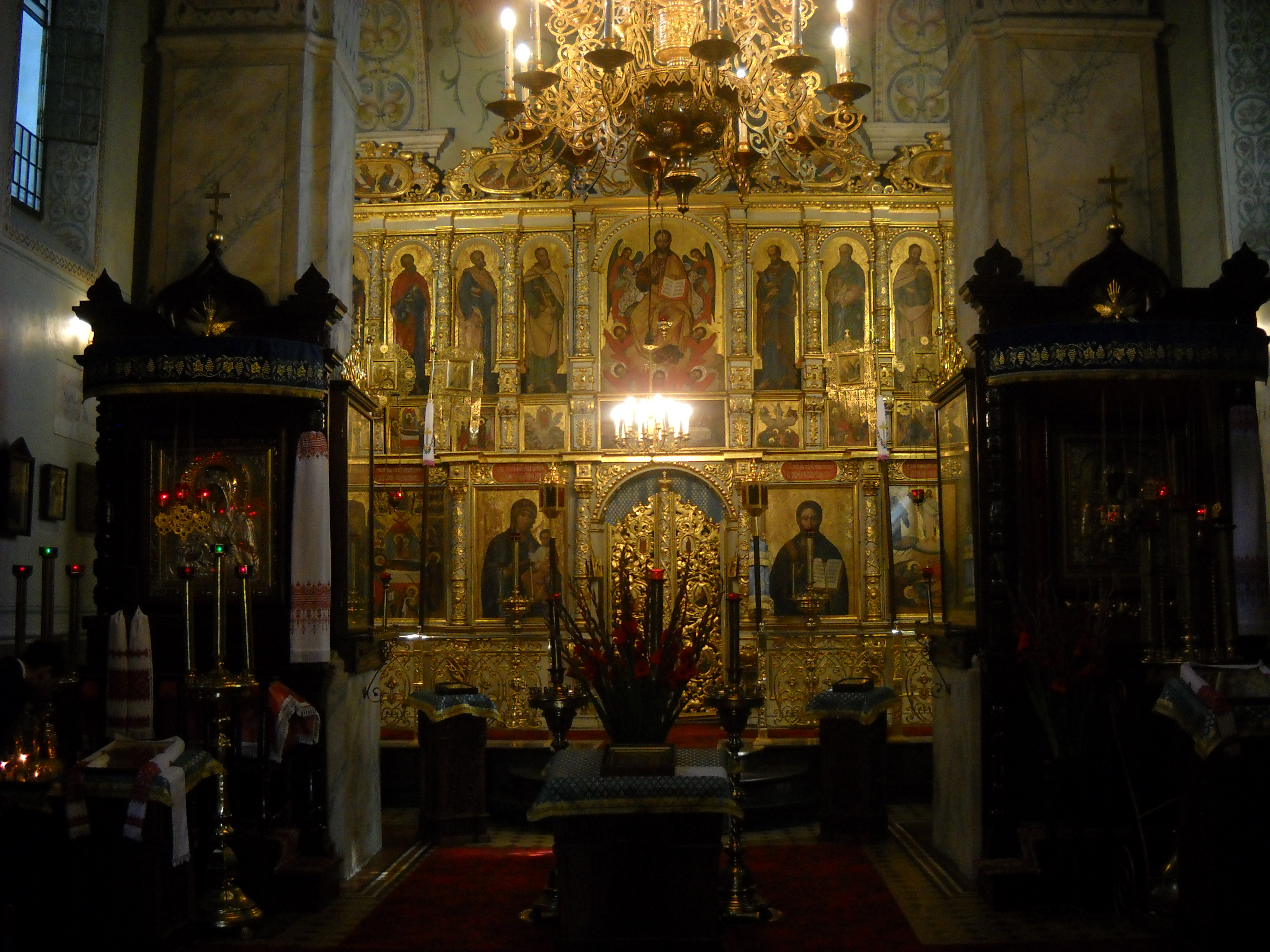
Иконостас собора

Спасо-Преображенский собор (пол. Sobór Przemienienia Pańskiego w Lublinie) — православный собор в Люблине.
Главный храм Люблинско-Холмской епархии Польской Автокефальной Православной Церкви и резиденция Преображенского благочиния Люблина. Расположен на улице Русской (пол. Ruskiej).
Современное здание церкви было построено в 1607—1633 гг. на месте двух более ранних церквей. Освятил храм в 1633 году, митрополит Киевский Петр Могила. В период строительства и в течение следующих нескольких десятилетий, принадлежность церкви была предметом спора между православными и униатами, в итоге в 1695 году храм оказался под контролем униатов. Люблинский приход вернулся к Православной Церкви в 1875 году, после ликвидации Холмской архиепархии униатов.
В 1960-х храм был внесён в реестр исторических памятников Польши.

## История
Точное время появления первой православной церкви в Люблине доподлинно неизвестно, однако Холмская и Люблинская епархия действовала с 1285 года. В 1586 году в Люблине было создано православное братство Преображения Господня, в следующем году было начато строительство деревянной церкви. Дата окончания строительства неизвестна, вероятно, оно было завершено в начале XVII века. Почти сразу после постройки храм был сожжён, из огня спасён был только иконостас.
Вскоре было начато строительство каменного храма, которое продолжалось 26 лет. Столь долгое строительство связано, вероятно, с противостоянием православных и униатов. В 1596 году епископ Холмской епархии Дионисий поддержал Брестскую унию, что вызвало огромное волнение, как, впрочем, и в других епархиях, поддержавших верховенство Папы. После постройки долгие годы велись споры среди духовенства и прихожан, в гражданском суде Люблина неоднократно проходили суды между православными и униатами.
В 1633 году избранный король Владислав IV подтвердил право на существование Православной церкви в Речи Посполитой, король обещал личную помощь православным в городе, а также вывести церковь из под юрисдикции униатов. В том же году Киевский митрополит Пётр Могила освятил храм. Несмотря на уверения короля, в 1635 году храм вновь был захвачен униатами. До 1695 года церковь ещё несколько раз переходила к православным после заступничества русинской православной знати перед королём, но вновь захватывался сторонниками унии. В 1695 году, после уменьшения православной паствы, а также ополячиванию православной русинской знати храм перешёл в униатство. Немногие оставшиеся верными православию приняли участие в строительстве греческого храма в 1785 году.

### Под униатами
После окончательного принятия униатства в убранство храма постепенно вносились изменения. Всё склонялось к переходу от униатства к ополячиванию и латинизации храма. В частности, в храме был уставлен орга́н, традиционный для латинского обряда.

### Возвращение храма православным
После подавления Январского восстания в Царстве Польском российские власти вели подготовку к постепенной ликвидации Холмской епархии. Вместо Холмской епархии было создано Холмское викариатство Варшавской епархии Русской Православной церкви. В частности, в Люблине было разрешено служить униатам из Галиции, которые были более расположены к российским властям. Постепенно латинские элементы были удалены из храма, службы стали проводить в соответствии с традицией Русской православной церкви. Окончательно униатство в Люблине было ликвидировано 11 мая 1875 года. На момент возвращения церкви православных прихожан насчитывалось 80 человек.
В 1881 году был произведён капитальный ремонт храма, при котором окончательно были убраны не соответствующие восточному обряду элементы убранства.
В 1915 году, во время Первой мировой войны, русское население вынуждено было покинуть Люблин. Из храма были вывезены все чудотворные иконы, Евангелия, колокола и остальные святыни. Вывезенное имущество было помещено в Чудов монастырь, в Москве, после разрушения монастыря в 1920-х его следы теряются.

### XX век
В 1920 году в храм вернулся православный священник и богослужения были возобновлены. После восстановления независимости Польши православные потеряли почти все свои приходы. Польской администрацией планировалось закрыть приходскую церковь Преображения господня, но в конечном счёте от этого отказались. В межвоенный период в храме продолжались богослужения, с началом войны храм также продолжал действовать при оккупационных властях вплоть до 1943 года.
После депортации украинцев из Польши в СССР православных верующих в Холмском викариатстве почти не осталось. Тем не менее Спасо-Преображенский приход оставался одним из 6 действующих в викариатстве. В 1945 году церковь вновь была открыта после прибытия о. Алексея Баранова. В 1948 году была создана Польская православная церковь, Спасо-Преображенский приход также относился к Холмскому викариатству Варшавской епархии, но уже автокефальной Польской церкви.
Во времена Полькой народной республики храм оставался действующим, до 1989 года храм несколько раз отремонтировали. В 1970-х храм обворовали, были украдены несколько икон, самые старые из которых относились к XVII веку. В 1989 году Холмская епархия была восстановлена. Спасо-Преображенский храм стал епископской кафедрой, таким образом статус церкви был повышен до собора.